# 帕特里奧爾山
47°2′39″N 10°11′14″E / 47.04417°N 10.18722°E

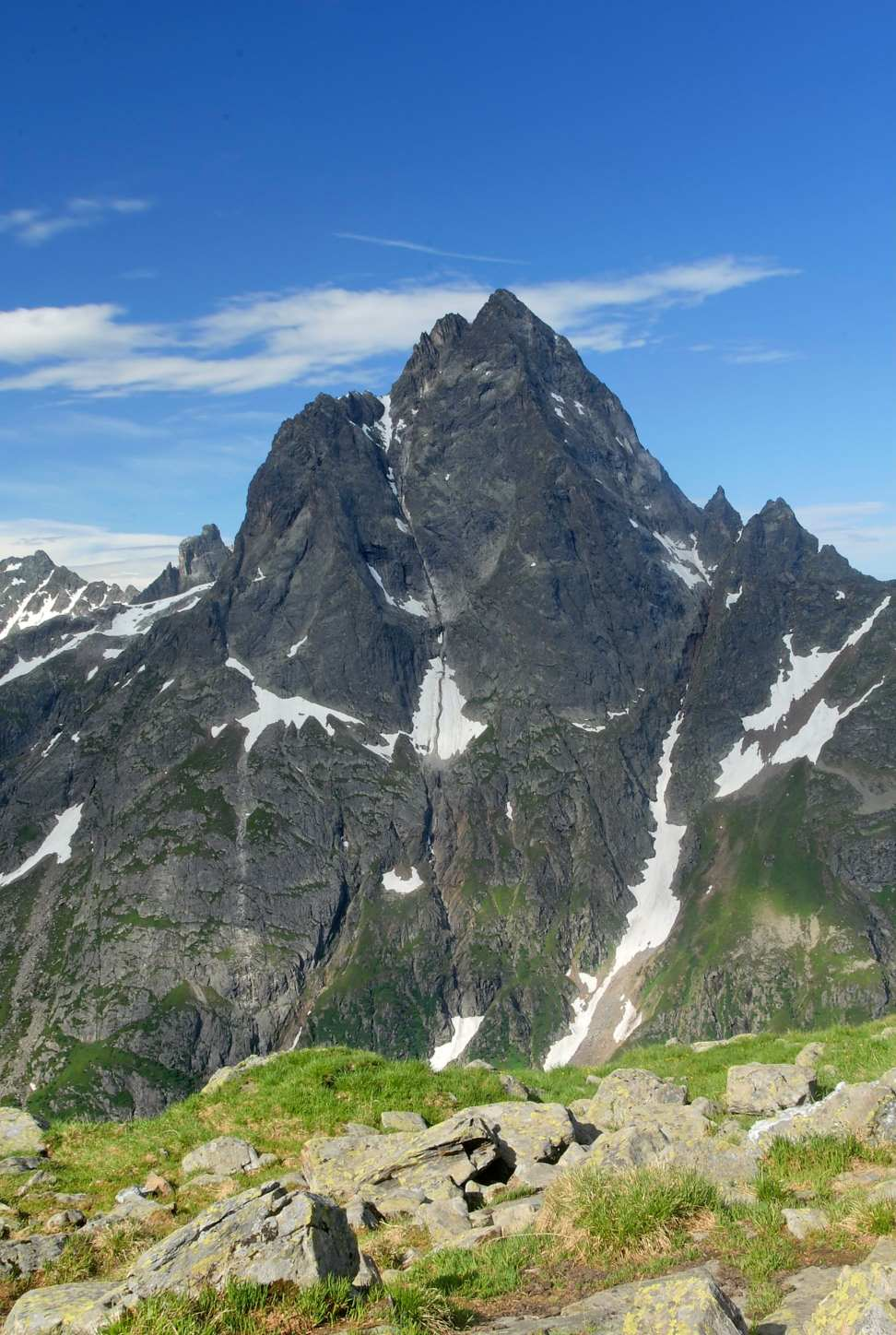

帕特里奧爾山（德語：Patteriol），是奧地利的山峰，位於該國西南部，由蒂羅爾州負責管轄，屬於韋爾瓦爾阿爾卑斯山脈的一部分，處於首都維也納以西500公里，海拔高度1,367米。